# Neoptychodes trilineatus
Neoptychodes trilineatus är en skalbaggsart som först beskrevs av Carl von Linné 1771.  Neoptychodes trilineatus ingår i släktet Neoptychodes och familjen långhorningar.
Artens utbredningsområde är:
- Belize.
- Costa Rica.
- Kuba.
- Guatemala.
- Guyana.
- Honduras.
- Nicaragua.
- Surinam.
- Venezuela.

Inga underarter finns listade i Catalogue of Life.